# Nakatsukasa (pamiętnikarka)
Nakatsukasa no naishi (jap. 中務内侍 Nakatsukasa no naishi; zm. po 1292) – japońska pamiętnikarka i poetka, tworząca w okresie Kamakura. 
Wł. Fujiwara Noriko. Córka urzędnika i dworzanina Fujiwary Nagatsune; jej przydomek „Nakatsukasa” pochodzi od nakatsukasa-shō (wysokiego stanowiska zajmowanego przez ojca w latach 1286-1287) i jej własnego tytułu „naishi” (damy dworu) na dworze cesarza Fushimi. 
Znana przede wszystkim z pamiętnika Nakatsukasa no naishi nikki, opisującego życie dworskie w II poł. XIII w. Dwa wiersze jej autorstwa zamieszczone zostały w Gyokuyō wakashū.